# Filadelfo Simi
Pour les articles homonymes, voir Simi.

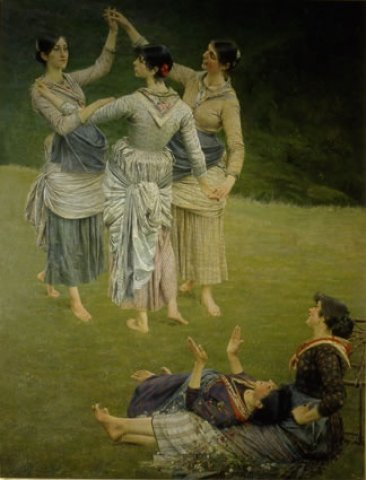
Un riflesso, 1887, Rome, galerie nationale d'Art moderne et contemporain.

Filadelfo Simi, né à Levigliani (Toscane) le 11 février 1849 et mort à Florence le 5 janvier 1923, est un peintre et sculpteur italien.

## Biographie
Filadelfo Simi est né à Levigliani en Versilia en Toscane et réside à Florence. Il fréquente d'abord  l'École des beaux-arts de Seravezza, puis de 1869 à 1873, l'Académie des beaux-arts de Florence. L'un des mécènes de ces années était l'ingénieur Angiolo Vegni.
Lors de la Promotrice de 1873, il expose une œuvre intitulée La Giovinezza dell'Alfieri. De 1874 à 1878, il vit principalement à Paris, où il fréquente l'atelier de Jean-Léon Gérôme. En 1876, il parcourt l'Espagne avec le peintre Alden Weir. Au Salon de 1878 à Paris, il expose Forêt de Fontainebleau. Il peint également le Portrait de la vieille dame, conservé à la Galerie d'Art moderne à Florence.
Il revient en Italie et participe à des expositions à Florence. En 1881, il expose une toile intitulée La Femme phtisique (La Tisica) représentant une femme atteinte de tuberculose. En 1883, il est nommé chevalier de l' ordre de la Couronne d'Italie. Il devient académicien honoraire à Florence en 1884, à Bologne en 1888 et à l'Académie Brera de Milan en 1895. En 1886, il ouvre une école d'artistes. En 1888, il devient professeur de la Scuola del Nudo à l'Académie florentine.
Il n'est pas prolifique et ne produit que quelques peintures par an. À la Promotrice de Florence en 1885, il expose Studio dal vero, et en 1887 à la Venetian Exposizione Nazionale Artistica, il envoie un tableau intitulé Il Riflesso, et un Portrait de ses parents. Le premier tableau reçoit plus tard une médaille d'or à une exposition de Munich en 1888 et en 1893 à l'exposition annuelle florentine des beaux-arts, un grand prix d'une valeur de 5 000 lires. Parmi les quatre toiles exposées à Bologne en 1888 figurent Riposo, San Girolamo et Neruccia et Jettatura.
À l'Exposition universelle de 1889 à Paris, son diptyque reçoit une médaille de bronze.
Filadelfo Simi est également sculpteur. Il envoie en 1908 une grande statue de marbre commandée par le recteur de l'Accademia Monte San Vincenzo pour une chapelle à Halifax au Canada. En 1912, il achève le Monument à Garibaldi pour la communauté italienne de Porto Alegre.
La fille de Filadelfo, Nerina Simi (1890–1987), est une éminente professeure d'art à Florence. Il conçoit et construit une maison pour lui et sa fille à Scala di Stazzema dans la province de Lucques, le Studio Simi, qui après sa mort est ouvert comme un musée de leur travail.
Filadelfo Simi meurt à Florence le 5 janvier 1923.